# داکانما
داکانما (انگلیسی: Dockanema) نام یک جشنوارهٔ بین‌المللی فیلم‌های مستند است که هر سال در شهر ماپوتو در کشور موزامبیک برگزار می‌شود.
نخستین دورهٔ این جشنواره در سپتامبر ۲۰۰۶ برگزار شد و پذیرایِ بیش از ۷۰ فیلم مستند بود. برگزارکننده این جشنواره، شرکت فیلم‌سازیِ «ایبانو مولتی‌مدیا» با همکاری «آموسینه» (اتحادیهٔ فیلم‌سازان موزامبیک) است.

## دوره‌ها
- نخستین دوره داکانما: از ۱۵ تا ۲۴ سپتامبر ۲۰۰۶ برگزار شد؛ شامل ۷۰ فیلم از ۲۷ کشور[۱] با حضور ۱۰٬۰۰۰ شرکت‌کننده.[۲]
- دومین دوره داکانما: از ۱۴ تا ۲۳ سپتامبر ۲۰۰۷[۳] با ۱۴٬۰۰۰ شرکت‌کننده برگزار شد.[۲]
- سومین دوره داکانما: از ۱۲ تا ۲۱ سپتامبر ۲۰۰۸ برگزار شد.[۴]
- چهارمین دوره داکانما: از ۱۱ تا ۲۰ سپتامبر ۲۰۰۹ برگزار شد.[۵]
- پنجمین دوره داکانما: از ۱۰ تا ۱۹ سپتامبر ۲۰۱۰ برگزار شد.[۶]
- ششمین دوره داکانما: از ۹ تا ۱۸ سپتامبر ۲۰۱۱ برگزار شد.[۷]
- هفتمین دوره داکانما: از ۱۴ تا ۲۳ سپتامبر ۲۰۱۲ برگزار شد.[۸]